# 2001 en Égypte
Chronologie de l'Égypte
- 1997
- 1998
- 1999
- 2000
- 2001
- 2002
- 2003
- 2004
- 2005

Cet article présente les faits marquants de l'année 2001 en Égypte.

## Évènements
- 21- 28 janvier : les négociations de Taba en Égypte dans la ligne des propositions du président Bill Clinton s'achèvent sans règlement de paix.
- 6 mars : publication dans le quotidien égyptien El Midan d'une interview accordée par l'écrivaine égyptienne Nawal El Saadawi, à la suite de l'interdiction de plusieurs de ses ouvrages à la foire internationale du livre du Caire, dans laquelle elle dit que le pèlerinage à La Mecque (où 35 pèlerins sont morts dans des bousculades la veille) et embrasser la Pierre noire relèvent du paganisme.

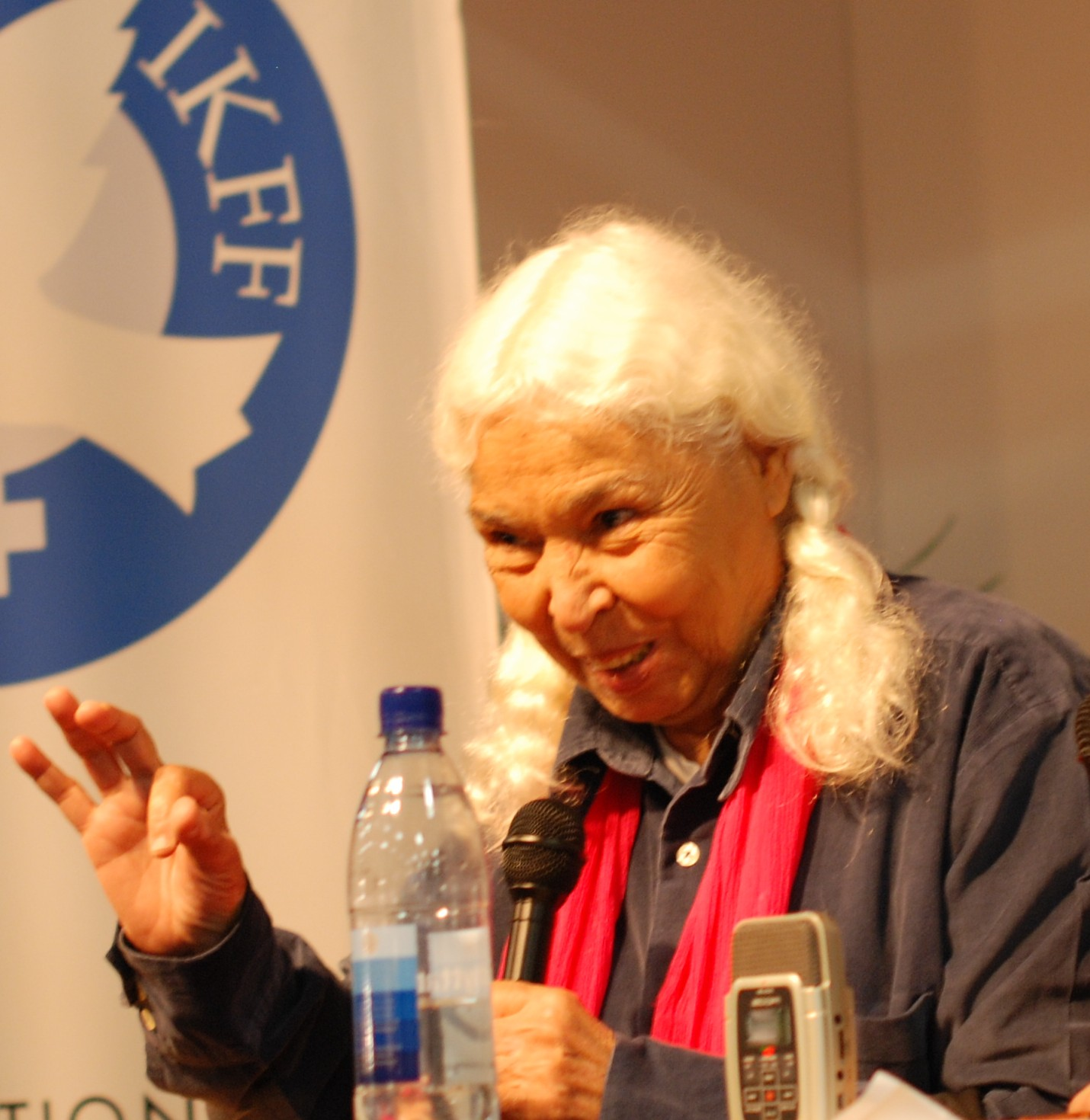
Nawal El Saadawi

- 27 mars : le grand mufti d'Égypte, Nasr Farid Wassel, exige que l'écrivaine Nawal El Saadawi renie les propos rapportés par le journal El Midan au sujet du pèlerinage à La Mecque, ce qu'elle fera à son retour en Égypte vers la mi-mai.
- 11 mai : affaire du Queen Boat, connue dans les pays anglo-saxons sous le nom de Cairo 52, fait référence à l'arrestation de cinquante-deux hommes à bord d'une boîte de nuit gay flottante appelée le Queen Boat, qui était amarrée sur le Nil au Caire en Égypte.

## Culture

### Cinéma
- Silence... on tourne.

## Sport

### Boxe
- Championnats d'Afrique féminins de boxe amateur 2001.

### Escrime
- Championnats d'Afrique d'escrime 2001.

### Football
- Championnat d'Égypte de football 2000-2001.

### Squash
- Al-Ahram International masculin 2001.

### Volley-ball
- Championnat du monde masculin de volley-ball des moins de 19 ans 2001.